# Mode under 1870-talet

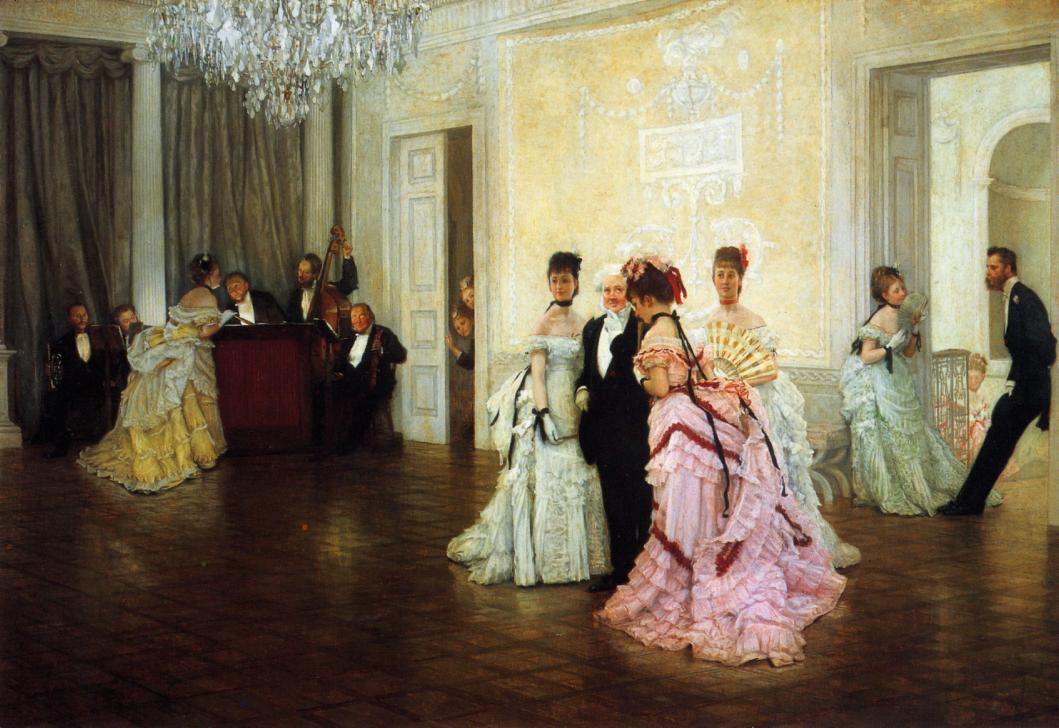

Mode under 1870-talet syftar på modet under perioden mellan 1870 och 1880. Från denna tid började mode upphöra att vara ett exklusivt västerländsk fenomen. Även länder utanför Västvärlden, så som Japan under Meijirestaurationen, började överge sina etniska kulturella dräkter och istället bära en klädedräkt som förändrades enligt modets växlingar. Modet dikterades under denna tid fortfarande av Europas modeindustri.

## Allmänt
Under denna tidsperiod började även damkläder tillverkas inom konfektionsindustrin. Konfektionskläder fick låg status och ansågs ha dålig passform, men de följde rådande modetrender och gjorde modekläder mer tillgängliga för kvinnor som inte tillhörde överklassen. Det var också nu konfektionssydda modekläder började bli tillgängliga för konsumenter genom postorderkataloger, avsedda för kunder som bodde på landsbygden långt från de varuhus som uppstått i städerna.

## Dammode
Under denna period tog dräktreformrörelsen fart på allvar i Västvärlden, och i Storbritannien uppkom dessutom Artistic Dressrörelsen, som i reaktion mot det onaturliga och ohälsosamma modet ville omdefiniera det naturliga som vackert och det onaturliga som fult, och göra kläderna mer bekväma och hälsosamma för kvinnor. Ett exempel på Artistic Dress var den så kallade Tea gown, en löst sittande klänning som blev populär som alternativt hemmaplagg, men som länge var oacceptabel att bära utanför hemmet.  

### Klädedräkt

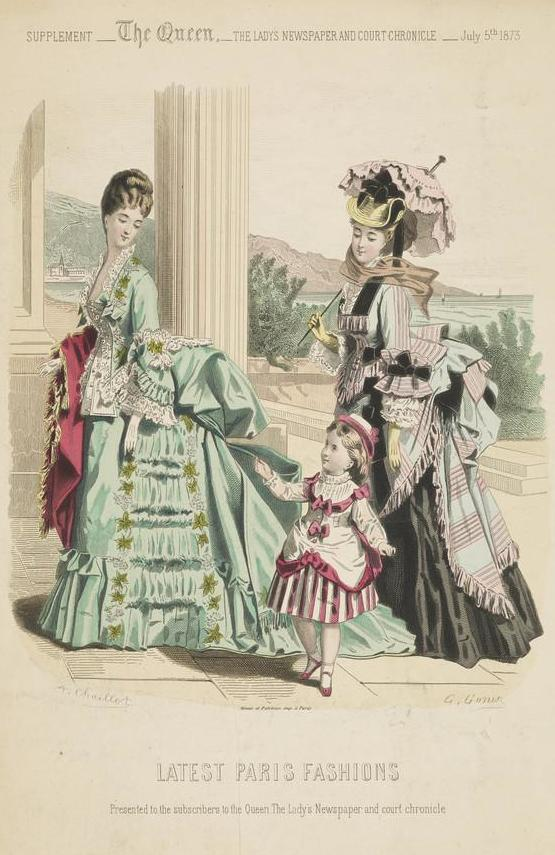

Modet kan indelas i två separata perioder: 1870–1876 och 1877–1882. Vid 1877 försvann turnyren från modet för att återuppstå igen vid 1882. På engelska kallade man dessa två perioder för Early Bustle Era and Late Bustle Era. Under mellanperioden bars en betydligt snävare version av den draperade klänningen, utan turnyr. 
Halvkrinolin hade 1870 slutligen utvecklats till en turnyr. Inspirationen kom fortfarande från rokokon, och kjolen var nästan alltid gjord i samma modell: en överkjol uppdraperad i ett förkläde fram och över turnyren bak, varifrån den sedan föll ut i ett släp. Modellen var en inspiration från rokokons robe a la polonaise. Kjolarna dekorerades dekorerades ofta med rysch eller volanger, som nu hade återkommit i modet. 
Livet satt högt under denna period, bara en bit under bysten. Överdelen bars gärna knäppt i rader med knappar på framsidan, men kunde också dekoreras med hängselrevärer. Kläderna var gärna mycket dekorerade med rysch. 
1876 blev turnyren omodern och ersattes av en snäv figurnära silhuett som kallades "natural form" ("naturlig form"), som syftade på att framhäva kvinnofigurens "naturliga form" ända ned till knäna. 
Det höga livet försvann och ersattes av ett liv längre liv än vad som någonsin förekommit tidigare. Livet hade hög hals och långa snäva ärmar och ett ytterst tättsittande liv, som räckte ned över höfterna och även en bit nedåt på låren. 
Kjolen hade fortfarande polonäsdrapering och släp med rysch, men denna började nu först en bit nedanför stussen, och det var först nedanför knäna kjolen vidgades. 
Denna snäva silhuett kallades cuirass eller prinsessklänning. Prinsesskärningen begränsade kraftigt rörelsefriheten och gjorde det nödvändigt att röra sig med korta steg, sitta försiktigt och undvika att böja sig. För att åstadkomma den önskade silhuetten bars en längre korsett än någonsin tidigare. Korsetten sträckte sig från armhålorna ned över höfterna och en bit över låren och gjorde rörelsemönstret stelt. Eftersom kjolarna var så snäva fanns mycket lite plats under dem, och strumpebanden fästes nu vid nedansidan av korsetten.
Prinsesskärningen uppfattades som ett mycket djärvt mode, som avslöjade mer av kvinnokroppens konturer än någonsin förut. 
Det var också under denna tid som det för första gången blev accepterat med ärmlösa klänningar. Aftonklänningarna fick så smala ärmar att de ofta bara bestod av ett axelband eller ett genomskinligt rysch över axeln, och i vissa fall inte hade någon ärm alls, något unikt som aldrig hade förekommit förut. Som motvikt till den obetydliga ärmen bars gärna handskar som räckte upp över armbågen.
Korsetterna bars ibland utanpå överdel, för att ännu tydligare markera midjan och åstadkomma den eftertraktade timglasfiguren som kom att dominera kvinnoidealet under flera decennier.
Efter anilinfärgernas första popularitet återgick färgerna under 1870-talet till en något mer dämpad färgskala, men modet var mycket färggrant, med glada pastellfärger som fritt kombinerades med varandra: en omtyckt kombination var att kombinera två toner av samma färg, som till exempel ljusgult och mörkt gult. 
En nyhet var att även underkläderna började färgas. Tidigare hade underkläder setts som något enbart funktionellt och nästan undantagslöst bestått av vitt linne, men  under 1870-talet blev luxuösa och glamourösa underkläder ett begrepp och korsetter och underkjolar började färgas och dekoreras för att se vackra ut. Kjolarna började göras i siden och taft för att frasa när bäraren gick, något som betraktades som sensuellt och kallades froufrou.

### Hår och huvudbonad
Håret skulle vara stort och lockigt, friserades med lugg på framsidan och bars högt uppsatt på bakhuvudet, varifrån det föll ned i korkskruvslockar över nacken. Löshår var vanligt för att åstadkomma de yviga och komplicerade höga uppsättningar modet krävde. Ovanpå håret bars en kapotthatt knuten under hakan eller ibland under nacken. Hattarna var prydda med dekor men mycket små, eftersom fokus låg på håret, och kvinnor använde parasoll snarare än hatt för att skydda sig mot solen.

### Bildgalleri

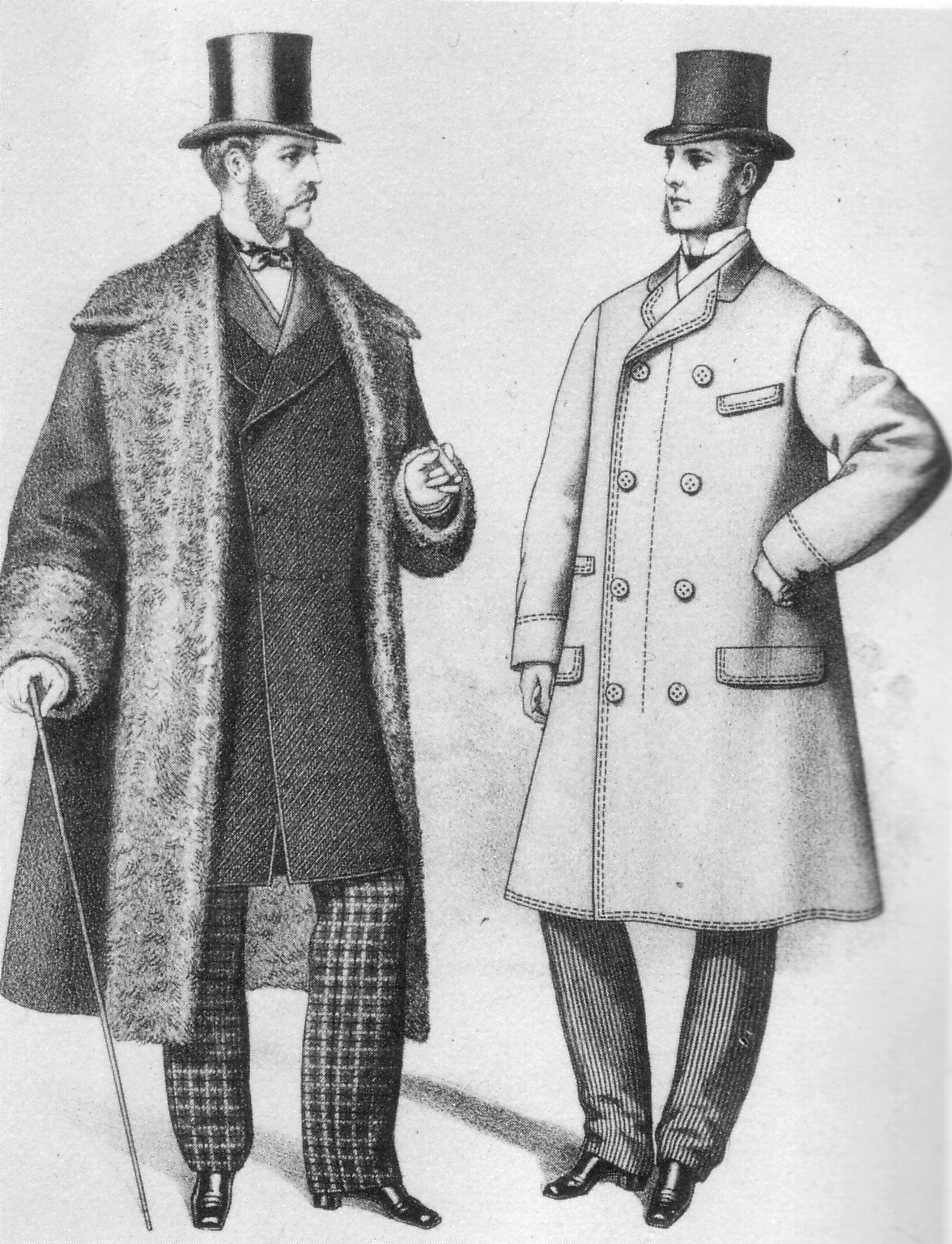
1872
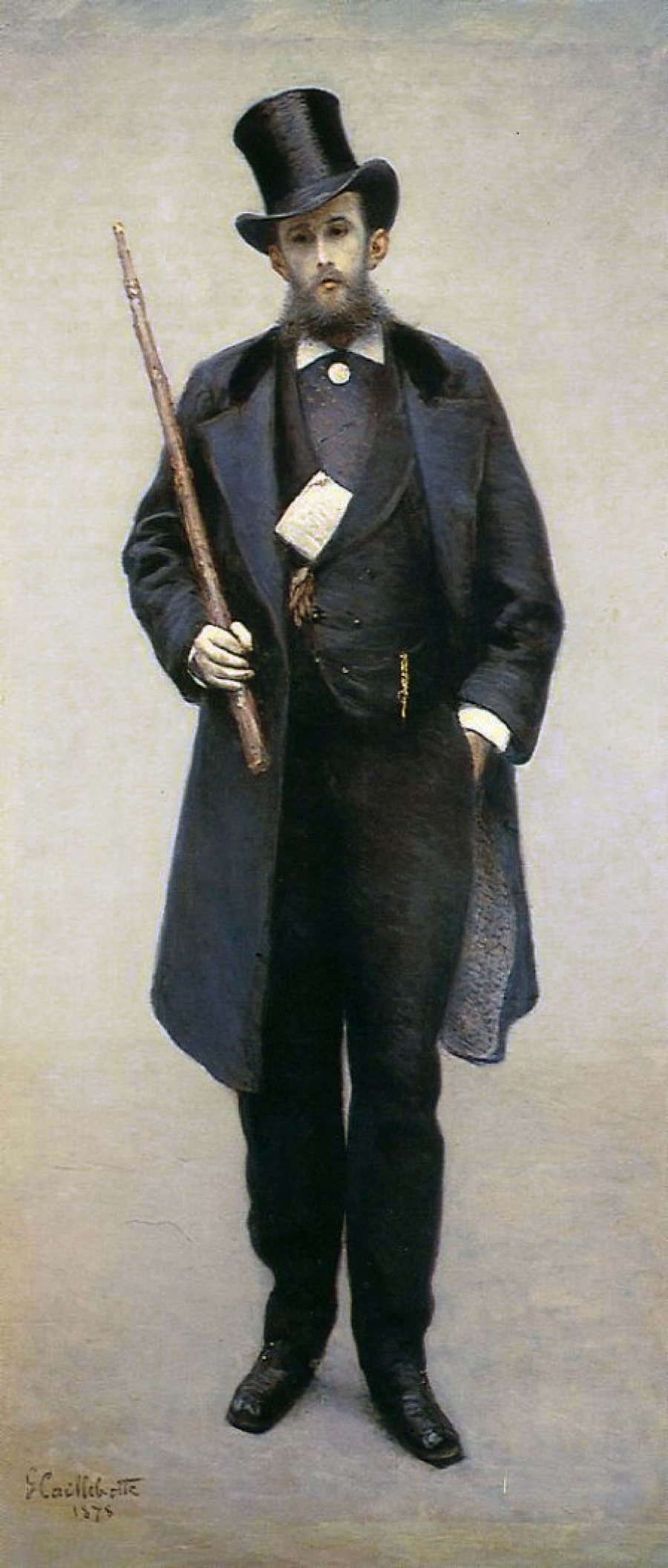
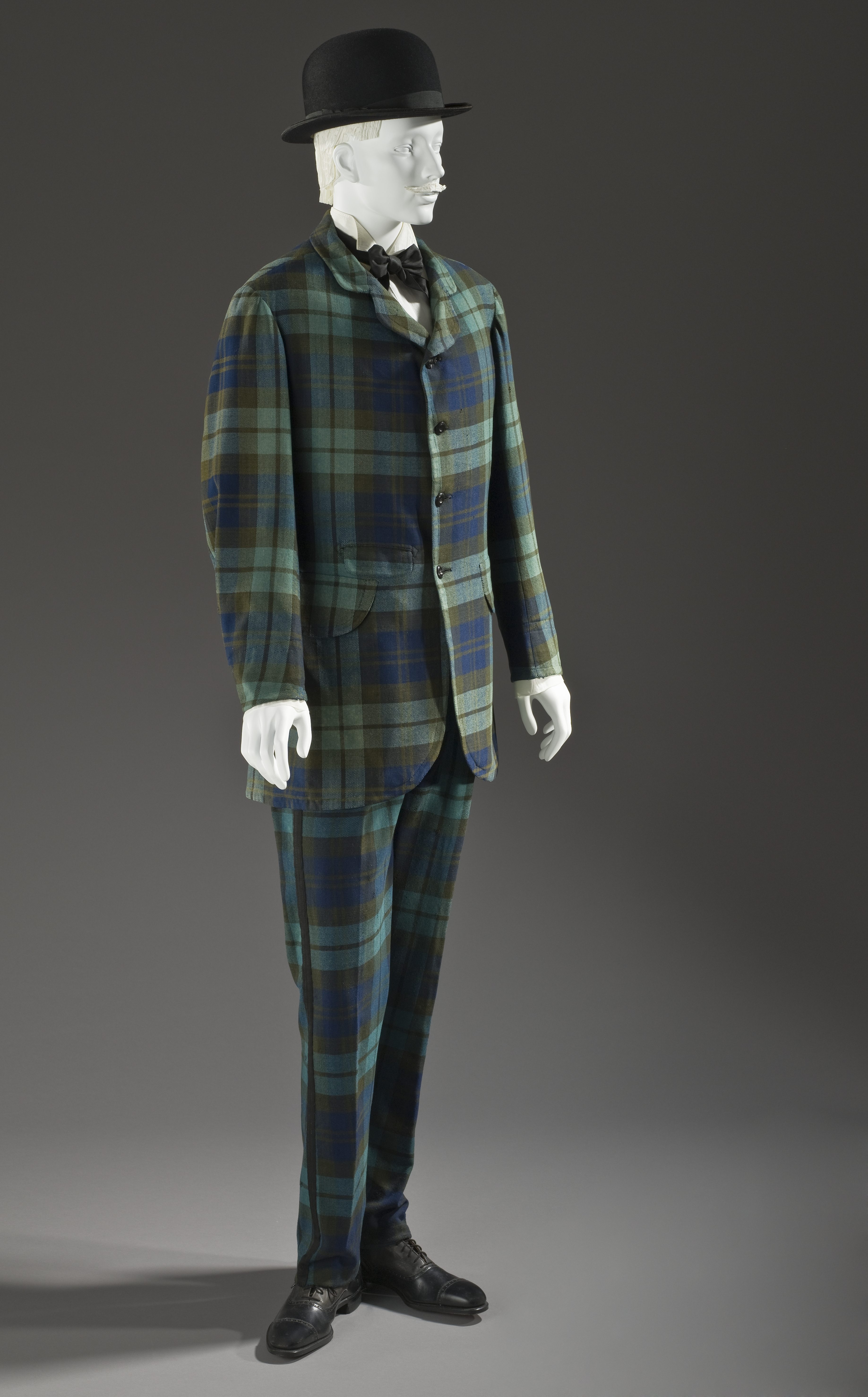
1875–1880

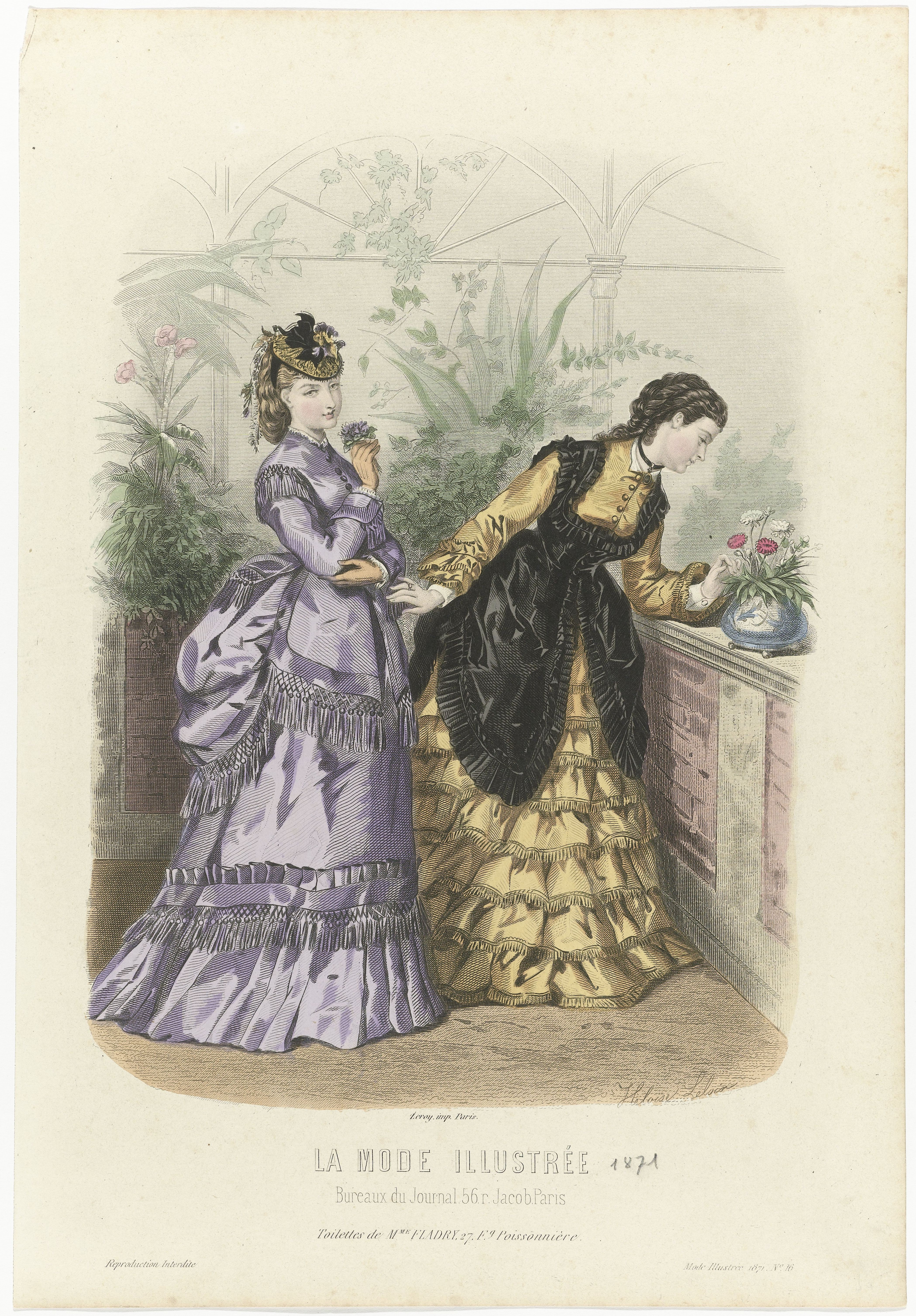
La Mode Illustrée, 1871
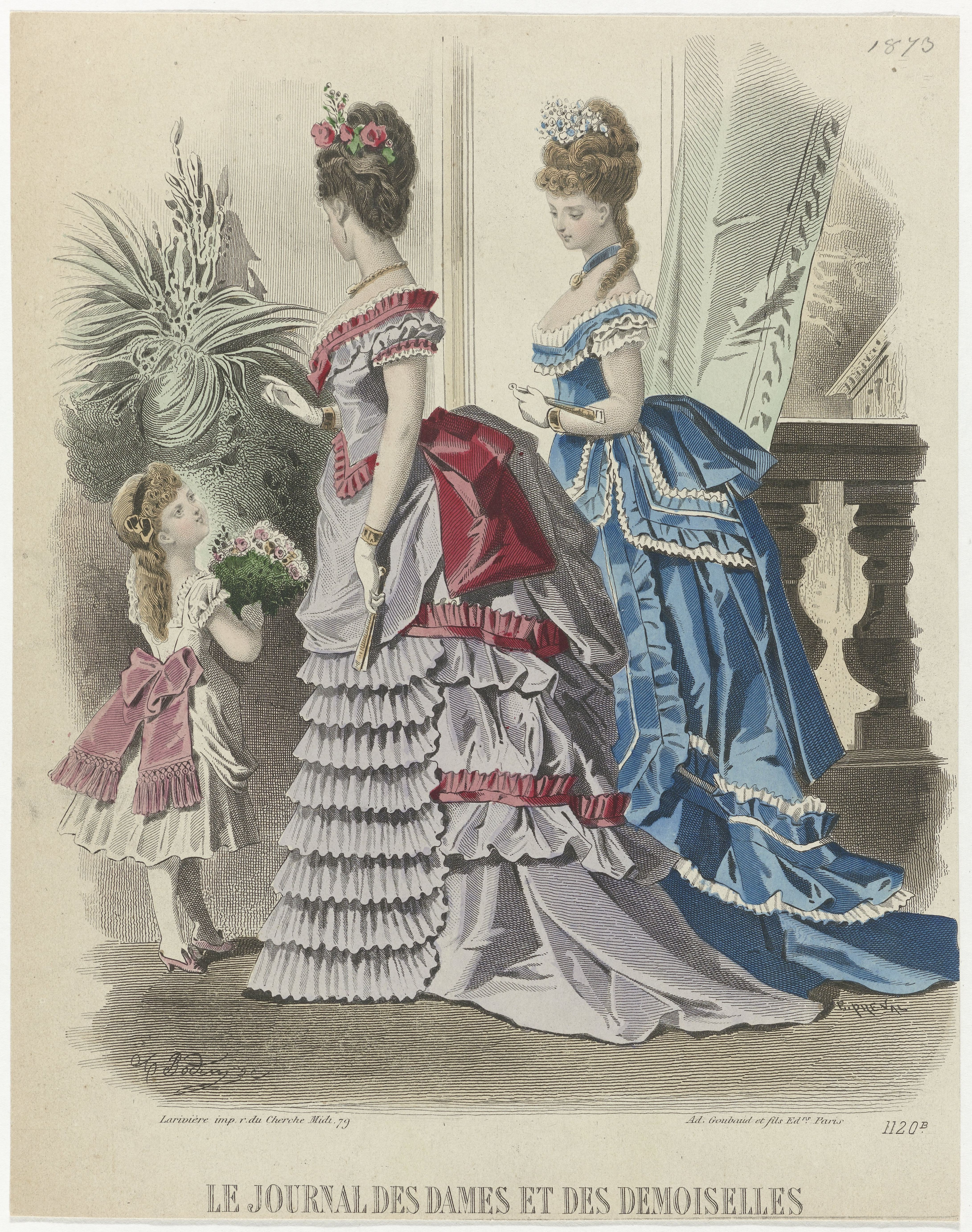
Le Journal des Dames et des Demoiselles, 1873
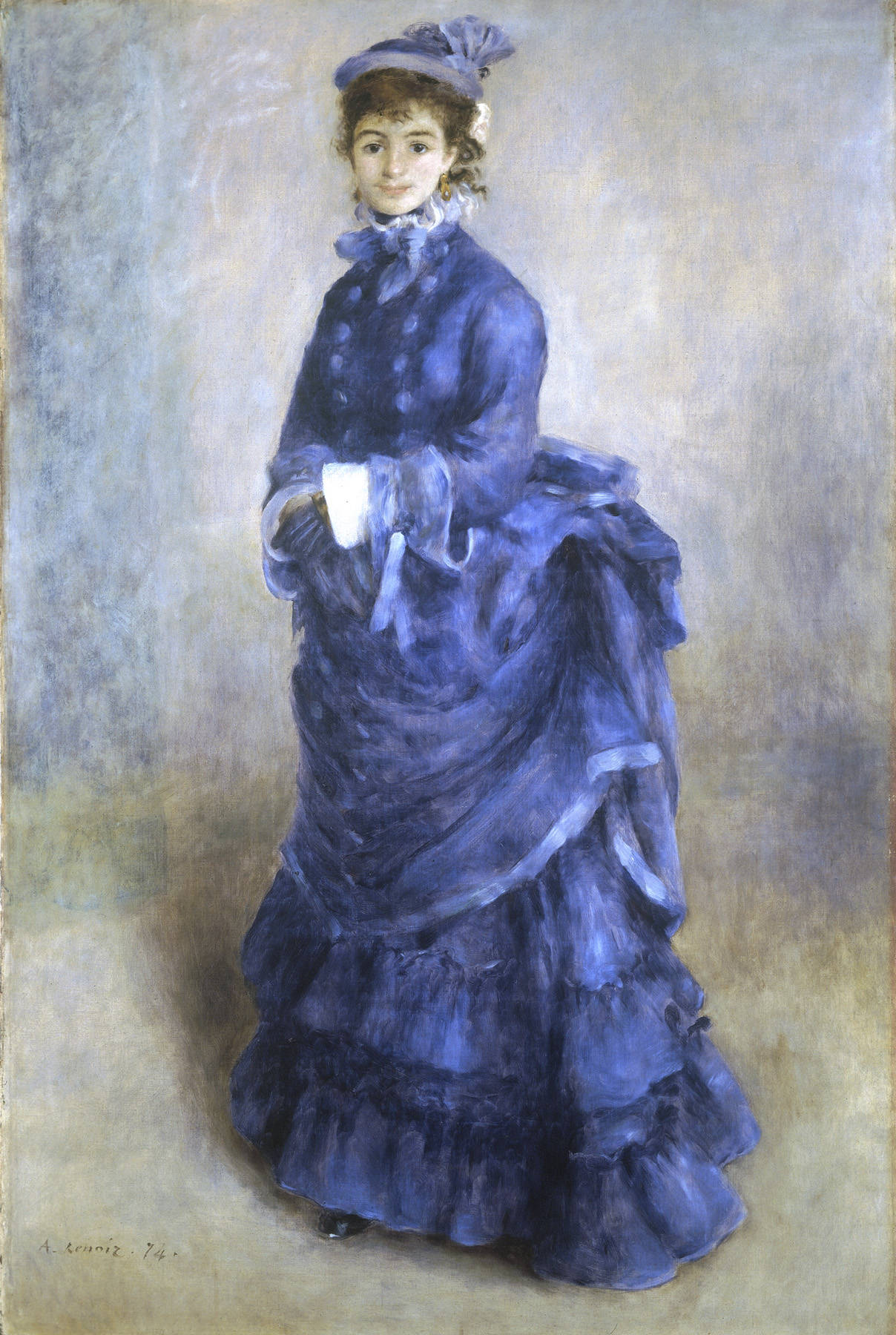
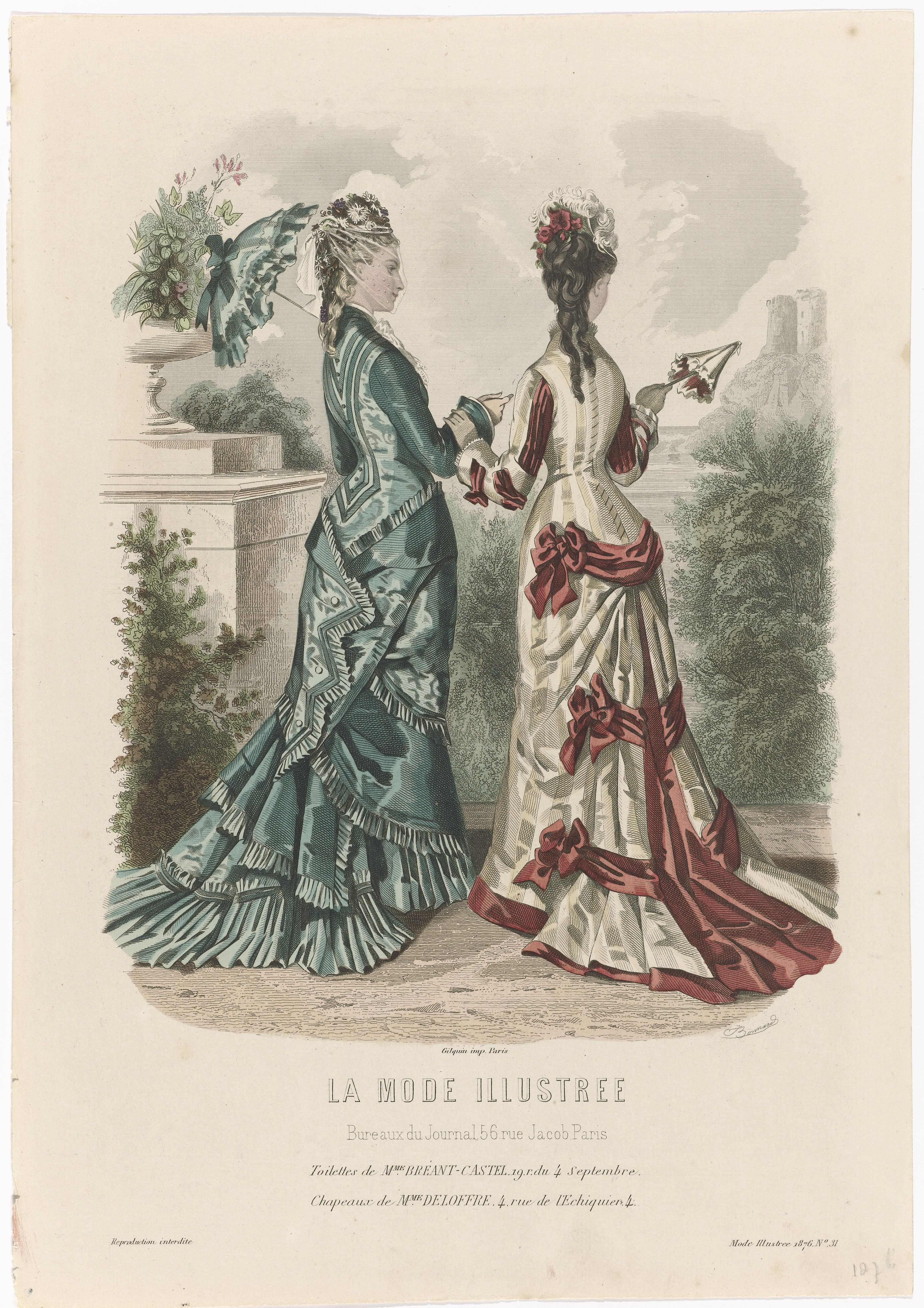
La Mode Illustrée, 1876
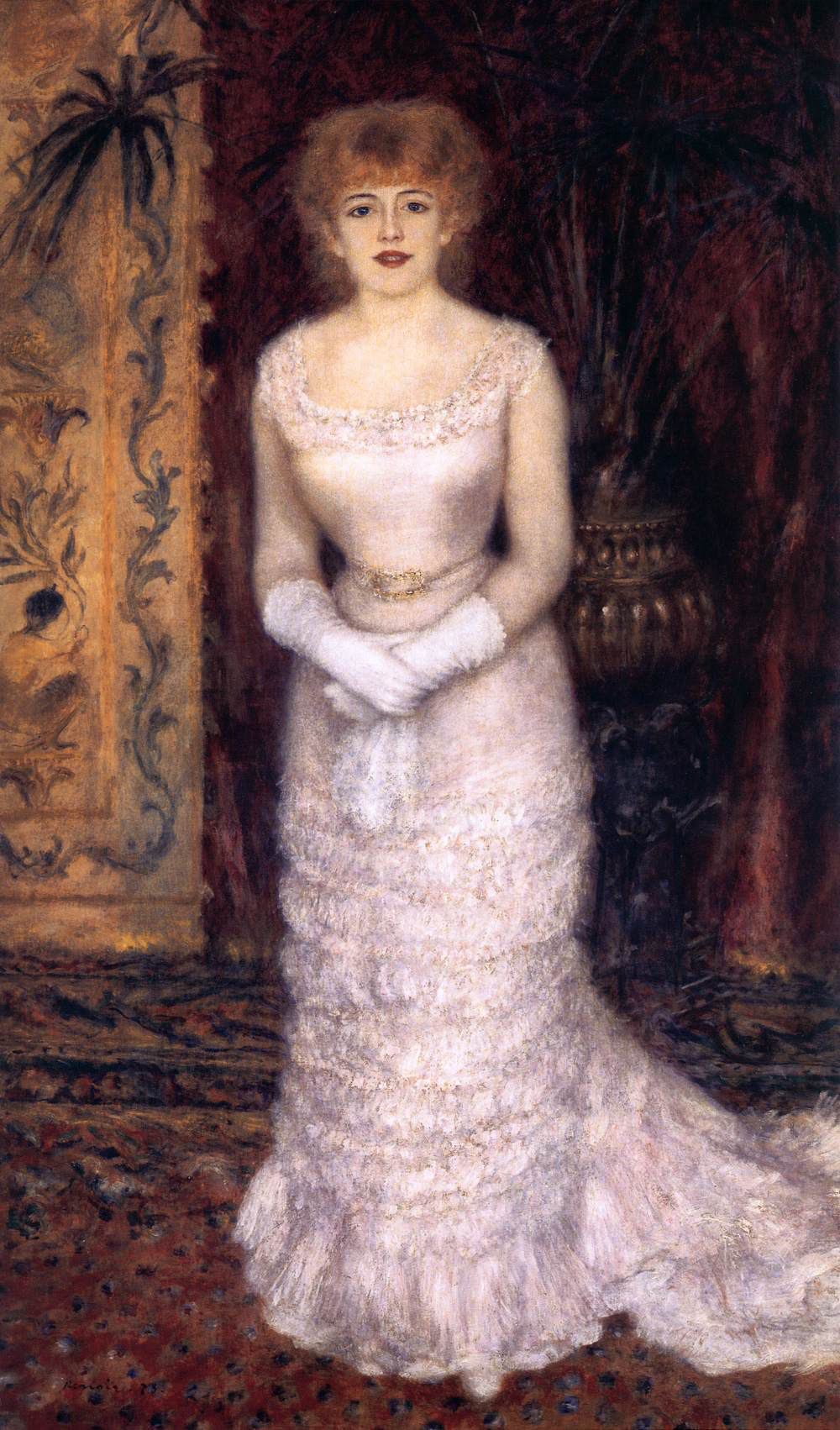
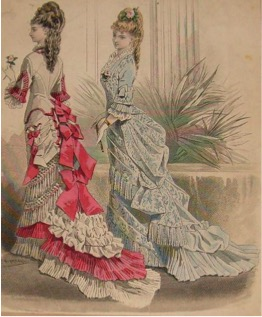
Klänningar 1877

## Herrmode
Mannens klädedräkt hade aldrig varit mer diskret; helt mörk, även vad gällde väst och halsduk, med hög hatt, utan färg, och med en rock som nu knäpptes runt hela framsidan så varken väst eller byxor syntes; långbyxorna var vida. Dock hade männen påverkats av dammodet så även män nu i många fall använde korsett. Håret var kort och slätkammat, och det hade också blivit modernt med mustascher och skägg. Det var också nu slipsen utvecklades.

### Klädedräkt
På 1870-talet hade herrmodet uppnått den grundmodell den skulle ha för decennier framåt. 
Den tredelade kostymen med samma färg för kavaj, byxor och väst bars nu av alla män oavsett klass, även om den i överklassen sågs mer som ett accepterat vardagsplagg än fullt korrekt klädsel. Kavajen var inte figurnära, men från att ha varit vid under 1860-talet blev den nu rak, dock fortfarande utan någon midjesöm. Kavaj och rock knäpptes högt upp i halsen och avslöjade nätt och jämnt slips och krage. 
Det var nu kravatten ersattes av slipsen, som sedan blev en självklar del av kostymen, och som var den enda del av manskläderna med färg. Slipsen kom ursprungligen från den brittiska internatskolans uniform. Ett alternativ till slipsen blev flugan, som dessutom blev självklar till aftonklädsel. 
Bonjour bars nu enbart som högtidsdräkt vid de mest formella tillfällena. 
Till aftonklädsel bars svart frack till vit väst, en modell som konserverades som högtidsdräkt. 

### Hår och huvudbonad
Mäns hår var nu helt kortklippt, och skägg populärt. Cylinderhatten hade nått sitt maximum i längd under föregående årtionde och skulle under 1870-talet ha låg kulle. Plommonstopet blev nu ett vardagsalternativ som huvudbonad, medan cylinderhatten började uppfattas som en huvudbonad för formella tillfällen. Till fritidskostym bars halmhatt, även den från den brittiska privatskolans uniform.. 

### Bildgalleri
- 1872
- 1875–1880